# Provincia di Angaraes
La provincia di Angaraes è una provincia del Perù, situata nella regione di Huancavelica.

## Geografia antropica

### Suddivisioni amministrative
È divisa in 12 distretti:
- Lircay
- Anchonga
- Callanmarca
- Ccochaccasa
- Chincho
- Congalla
- Huanca-Huanca
- Huayllay Grande
- Julcamarca
- San Antonio de Antaparco
- Santo Tomás de Pata
- Secclla